# Hermeuptychia sosybius
Espèce
Hermeuptychia sosybius est un lépidoptère appartenant à la famille des Nymphalidae à la sous-famille des Satyrinae et au genre Hermeuptychia dont il est le seul représentant en Amérique du Nord.

## Dénomination
Il a été décrit sous le protonyme de Papilio sosybius par Fabricius en 1793.
Synonyme : Cissia sosybius ; Dyar, 1903.

### Noms vernaculaires
Hermeuptychia sosybius se nomme Carolina Satyr en anglais.

## Description
Ce papillon de taille moyenne (d'une envergure variant de 32 à 38 mm) présente un dessus de couleur beige foncé uni.
Le revers est orné d'une ligne submarginale d'ocelles la plupart clairs cernés et pupillés de marron, certains noirs pupillés et cernés de clair.

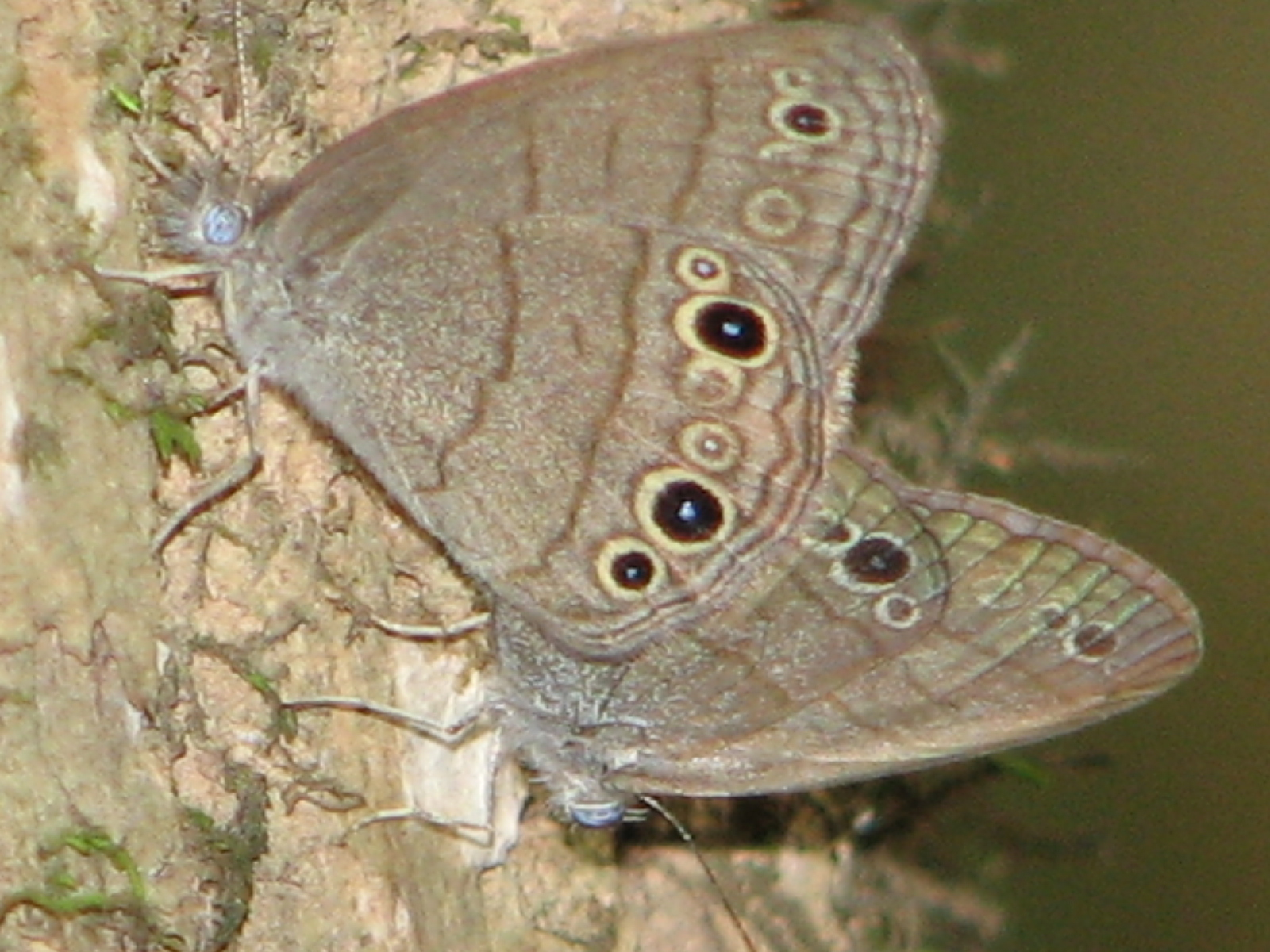
Hermeuptychia sosybius

## Biologie

### Période de vol et hivernation
L'imago vole toute l'année dans le sud de sa zone de répartition et d'avril à octobre en deux ou trois générations dans le nord  de sa zone de répartition,.

### Plantes hôtes
Les plantes hôte de sa chenille sont des Poaceae dont Axonopus compressus, Eremochloa ophiuroides, Stenotaphrum secundatum et Poa pratensis,.

## Écologie et distribution
Il est présent en Amérique du Nord dans tout le sud-est des USA,  de l'Oklahoma et du Texas à la côte atlantique de la Virginie à la Floride,.

### Biotope
Il réside dans des zones herbeuses.

### Protection
Pas de statut de protection particulier.